# Fouad Twal
Fouad Boutros Ibrahim Twal (in arabo فؤاد طوال‎?; Madaba, 23 ottobre 1940) è un patriarca cattolico giordano, dal 24 giugno 2016 patriarca emerito di Gerusalemme dei Latini.

## Biografia

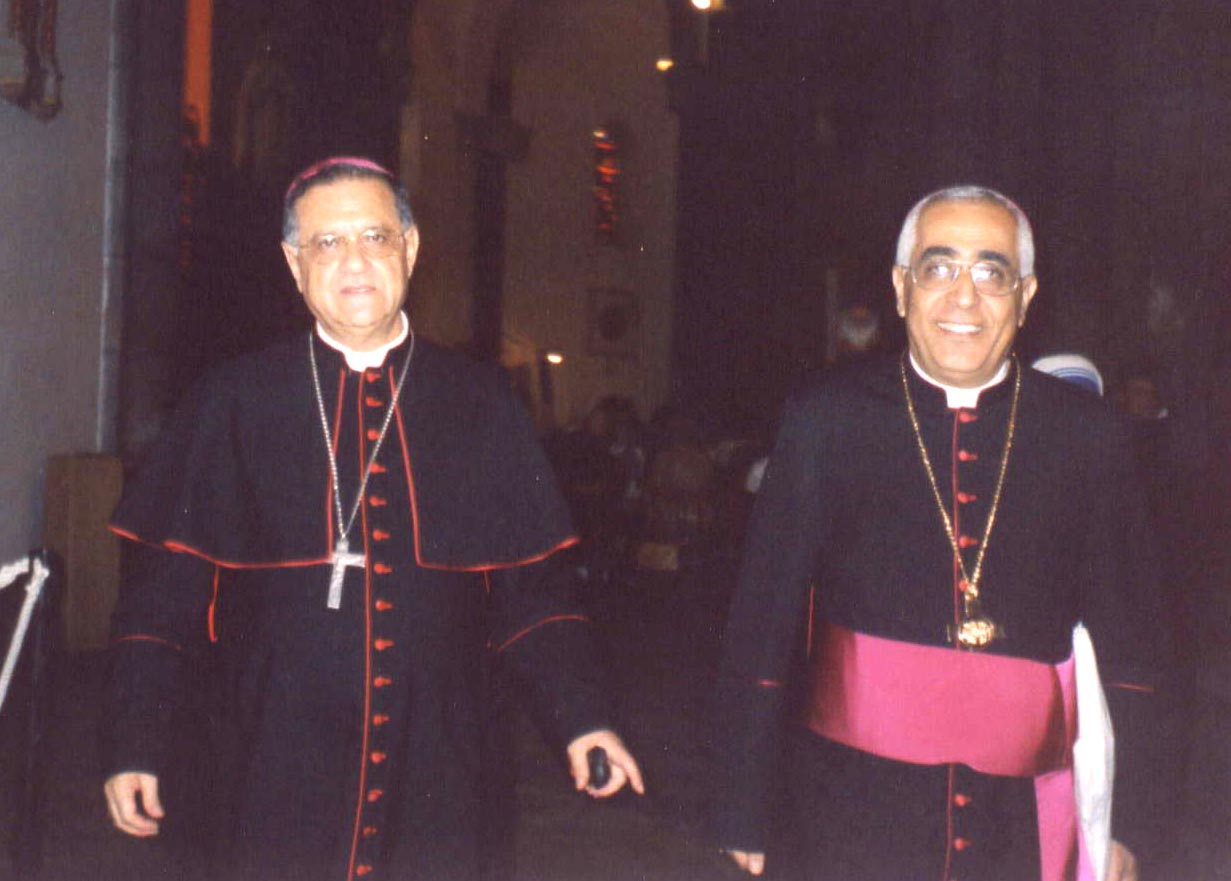
Fouad Twal, patriarca di Gerusalemme (a sinistra) e Maroun Lahham, allora vescovo di Tunisi, 2005.

Entrato nel seminario di Beit Jala, presso Gerusalemme, nel 1959, viene ordinato sacerdote il 29 giugno 1966.
Nel 1975 consegue la licenza in diritto canonico presso la Pontificia Università Lateranense, e nel 1977 inizia la carriera diplomatica, che lo porterà in Honduras, Germania e Perù, che terminerà nel 1992.
È stato anche rettore del seminario di Beit Jala.
Il 30 maggio 1992 è nominato, da papa Giovanni Paolo II, vescovo della prelatura territoriale di Tunisi, priva di un proprio vescovo dopo la morte del vescovo Michel Callens, M.Afr., avvenuta nel 1990: diventa, così, il primo vescovo arabo di un paese del Nord Africa.
Riceve l'ordinazione episcopale il 22 luglio successivo dalle mani del patriarca di Gerusalemme dei Latini Michel Sabbah, co-consacranti Edmond Farhat, arcivescovo titolare di Biblo, pro-nunzio apostolico in Algeria e in Tunisia, delegato apostolico in Libia, e Francesco Monterisi, arcivescovo titolare di Alba Marittima, delegato della Segreteria di Stato per le Rappresentanze Pontificie.
Il 31 maggio 1995 la prelatura territoriale di Tunisi diventa diocesi e contemporaneamente Twal riceve il titolo ad personam di arcivescovo.
Durante il suo ministero è stata riaperta al culto la chiesa dell'isola di Djerba, nota località turistica tunisina.

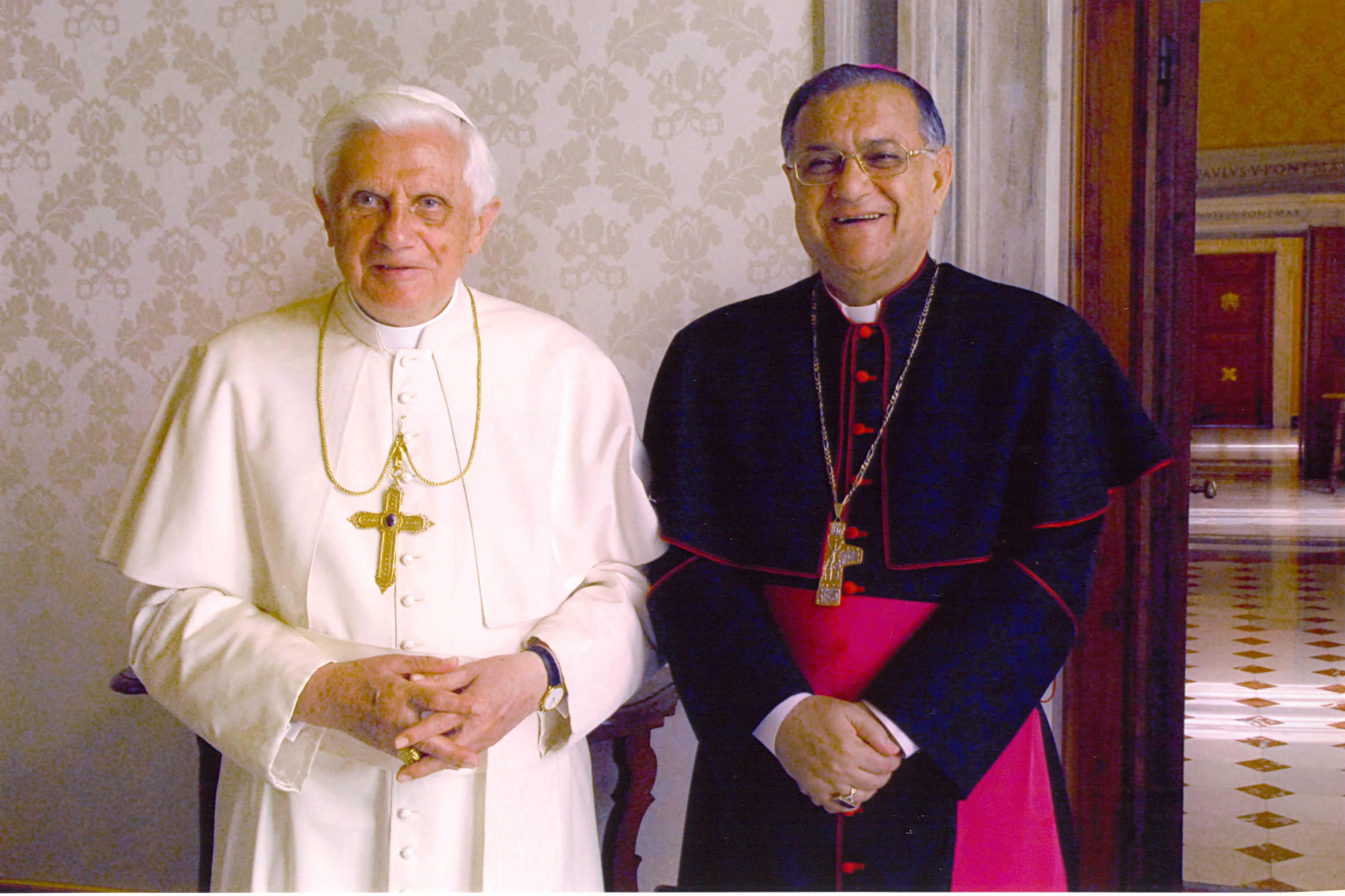
Papa Benedetto XVI e il patriarca Fouad Twal.

L'8 settembre 2005 è nominato arcivescovo coadiutore del patriarca di Gerusalemme dei Latini; come nuovo vescovo di Tunisi viene nominato, quello stesso giorno, Maroun Elias Nimeh Lahham, che in seguito, il 22 maggio 2010, verrà promosso arcivescovo della nuova sede arcivescovile di Tunisi.
Nel marzo 2006 è nominato presidente dell'Università di Betlemme.
Il 21 giugno 2008 diviene patriarca di Gerusalemme, succedendo così a Michel Sabbah, ritirato per raggiunti limiti di età.
Il 29 giugno successivo riceve il pallio dalle mani di Benedetto XVI nella Basilica di San Pietro.
Il 21 ottobre 2012 si reca in Italia per partecipare alle celebrazioni del millenario della città e della cattedrale di Sansepolcro.
Il 24 giugno 2016 papa Francesco accoglie la sua rinuncia al governo pastorale del patriarcato per raggiunti limiti di età.
Durante il mandato di patriarca è stato anche gran priore dell'Ordine Equestre del Santo Sepolcro di Gerusalemme.

## Genealogia episcopale e successione apostolica
La genealogia episcopale è:
- Cardinale Scipione Rebiba
- Cardinale Giulio Antonio Santori
- Cardinale Girolamo Bernerio O.P.
- Arcivescovo Galeazzo Sanvitale
- Cardinale Ludovico Ludovisi
- Cardinale Luigi Caetani
- Cardinale Ulderico Carpegna

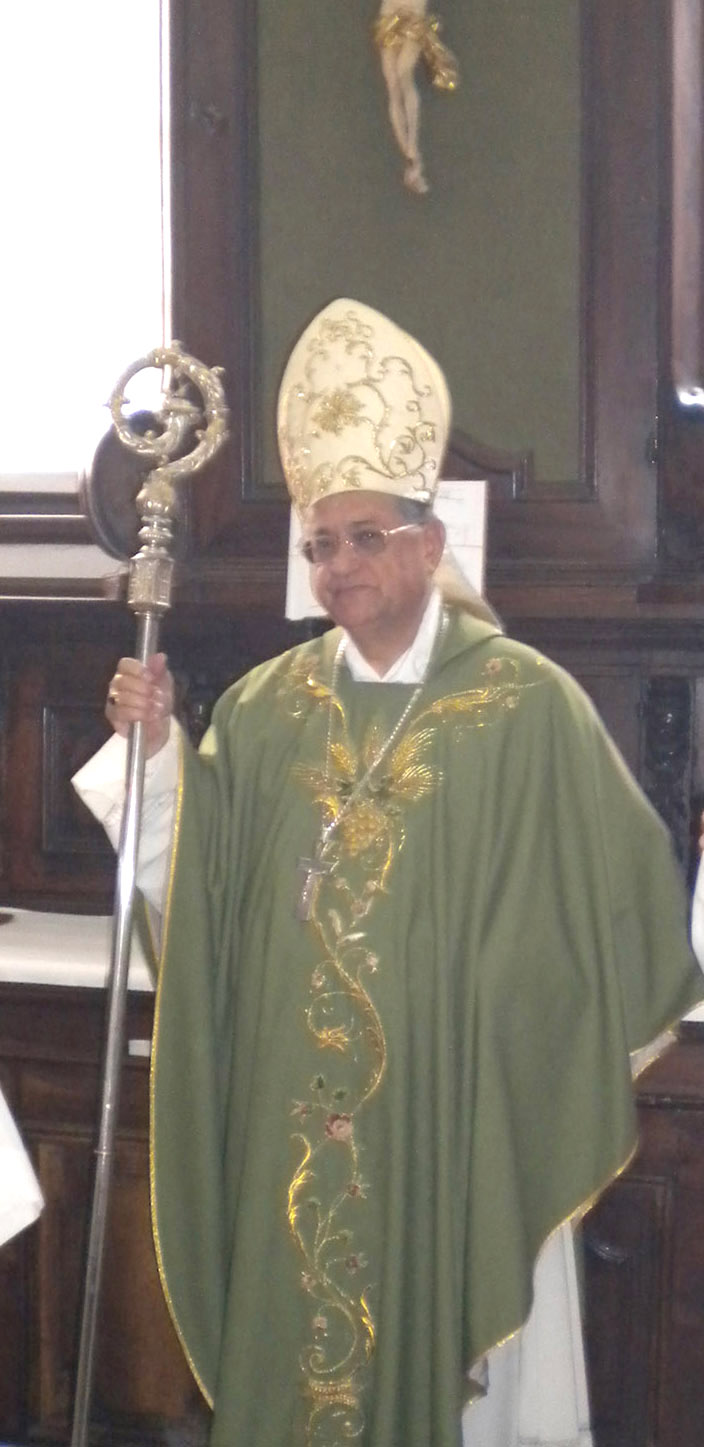
Fouad Twal, patriarca latino di Gerusalemme.

- Cardinale Paluzzo Paluzzi Altieri degli Albertoni
- Papa Benedetto XIII
- Papa Benedetto XIV
- Papa Clemente XIII
- Cardinale Enrico Benedetto Stuart
- Papa Leone XII
- Cardinale Chiarissimo Falconieri Mellini
- Cardinale Camillo Di Pietro
- Cardinale Mieczysław Halka Ledóchowski
- Cardinale Jan Maurycy Paweł Puzyna de Kosielsko
- Arcivescovo Józef Bilczewski
- Arcivescovo Bolesław Twardowski
- Arcivescovo Eugeniusz Baziak
- Papa Giovanni Paolo II
- Patriarca Michel Sabbah
- Patriarca Fouad Twal

La successione apostolica è:
- Arcivescovo Ghaleb Moussa Abdalla Bader (2008)
- Vescovo William Hanna Shomali (2010)
- Arcivescovo Ilario Antoniazzi (2013)

## Onorificenze

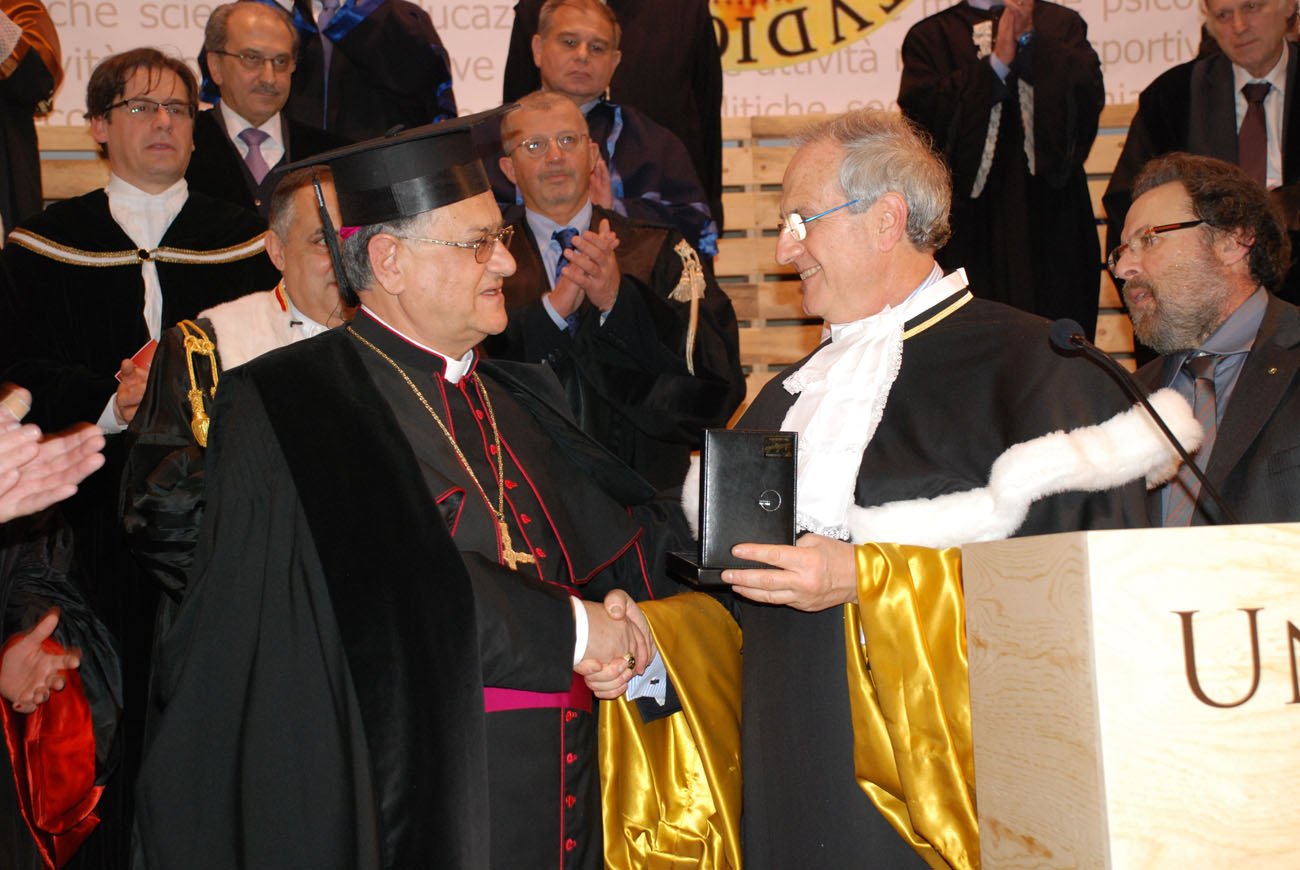
La foto ritrae un momento della cerimonia di consegna della Laurea Honoris Causa al Patriarca di Gerusalemme Fouad Twal per i grandi meriti avuti nel favorire il processo di pace in Medio Oriente.